# Rubén Carballo
Rubén Carballo (Argentina, 25 de diciembre de 1962) es un boxeador argentino retirado. Representó a su país en los Juegos Olímpicos de Los Ángeles 1984. Posteriormente realizó una breve carrera como profesional. 

## Trayectoria deportiva

### Carrera amateur
Carballo se destacó como boxeador en el ámbito amateur, llegando a ganar 72 de las 74 peleas en las que intervino.
En 1984 fue uno de los 12 boxeadores argentinos que consiguió clasificar a los Juegos Olímpicos que se celebrarían ese año en la ciudad estadounidense de Los Ángeles. Sin embargo su participación estuvo en duda ya que el Comité Olímpico Argentino, por problemas de presupuesto, descartó la idea de financiarle el viaje a 9 de los 12 pugilistas, siendo Carballo uno de los desafortunados. De todos modos pudo más tarde costear el viaje con fondos privados y convertirse así en atleta olímpico: participó en el torneo de la categoría peso mosca, cayendo en la primera ronda ante el dominicano Laureano Ramírez. 

### Carrera profesional
Entre 1986 y 1989 actuó en 9 peleas profesionales, todas en su país y contra rivales también argentinos. 

## Vida privada
En 1982 combatió como soldado conscripto en la Guerra de Malvinas. Estuvo asignado a una unidad del Regimiento de Infantería Mecanizado 3 y participó de la Batalla de Wireless Ridge.
Al igual que muchos otros veteranos de guerra, tuvo que lidiar con severas afecciones psicológicas producidas por la situación que le tocó experimentar.